# 台灣鬍鯙
台灣鬍鯙（学名：Cirrimaxilla formosa），又名虎鰻、臺灣頜鬚鱔、錢鰻、薯鰻，为鯙科頜鬚鱔屬下的一个种，分布於西北太平洋台灣的南灣海域，棲息深度5-100公尺，體長可達16.6公分，生活在珊瑚礁、潮池，為底棲性魚類，屬肉食性，生活習性不明。

## 外部連結
- 維基物種上的相關：臺灣鬍鯙